# Bing Maps
Microsoft Bing Maps (anteriormente Live Search Maps, Windows Live Maps, Windows Live Local y MSN Virtual Earth y actualmente Microsoft Bing Maps) es una web de mapas creada por Microsoft para su buscador Bing. Su principal competidor es Google Maps. En Windows 10 viene preinstalada con el nombre de Windows Maps.

## Características

### Mapas de calles
Los usuarios pueden examinar los mapas topográficos de calles de muchas ciudades en todo el mundo. Los mapas incluyen puntos de interés, tales como estaciones de metro, estadios, hospitales y otros. También es posible navegar por puntos de interés públicos creados por los usuarios. La búsqueda permite ubicar calles, empresas o negocios, lugares o personas.
Para algunos países, como Sudáfrica y Corea del Sur, Bing Maps tiene datos sobre autopistas y algunos caminos arteriales, pero carece de calles locales o callejones. También hay datos del mapa detallado disponible para varias ciudades en países en desarrollo como Río de Janeiro, Estambul y ciudad de México. Sin embargo, para esas ciudades, el detalle del mapa disminuye significativamente según se desplaza hacia el exterior de la ciudad.
Bing Maps tiene una tendencia a marcar ciertas carreteras interestatales de tres dígitos en los Estados Unidos, como I-444, I-110, I-478 y las autopistas interestatales en Alaska. Todavía algunas interestatales auxiliares, cuyos signos no se contabilizan por diversas razones, están etiquetados incorrectamente como parte de otra interestatal. Algunos ejemplos son I-695 (DC), que está etiquetado como parte de-295 (DC), y I-878, que está etiquetado como I-678.

### Bing Maps Transit
Al buscar cómo realizar un trayecto, Bing Maps te da la opción de ver las rutas disponibles dependiendo del medio de transporte que se desea utilizar. Cada una de estas opciones está representada por un icono; coche, autobús y persona. Si se selecciona el icono de autobús, los usuarios podrán ver cómo desplazarse de un punto a otro utilizando el transporte público (autobús, tren, ferry, tranvía, etc.). A día de hoy, la mayoría de los usuarios de internet utiliza este tipo de mapas para planificar cómo ir de un sitio a otro, no solo en coche, sino también en transporte público (icono bus).
Los operadores de transporte público pueden facilitar la información para que se publique en formato GTFS contactando con el responsable de su país. Es un servicio gratuito.

### Imágenes de satélite
Bing Maps también incluye varios terabytes de satélite e imágenes aéreas. En muchas áreas, la resolución máxima es de aproximadamente 4,5 píxeles por metro. En otros lugares, especialmente en las zonas más remotas del mundo, resolución superior es unas pocas órdenes de magnitud menor. Los usuarios pueden alternar las etiquetas o desactivarlas, elegir si desea ver el terreno como parece desde un avión o más cerca de como aparecería en un mapa.
Lista de países que se han detallado imágenes de satélite:
[actualizar]
- Estados Unidos
- Canadá
- Reino Unido
- Alemania
- Italia
- Australia
- Nueva Zelanda
- Japón
- India
- España

### Vista de pájaro
En más de 100 ciudades en los Estados Unidos, Canadá y Japón y en más de 80 ciudades europeas, la imagen ofrece fotos aéreas tomadas desde cuatro ángulos. Estas imágenes pictometry son mucho más detalladas que las vistas aéreas de edificios anteriores. Las señales, anuncios, peatones y otros objetos son claramente visibles en muchas vistas de pájaro.

### Streetside
Streetside es un servicio de Bing Maps en el que se muestra el recorrido de calles en 360º. Las cámaras desde las que fueron sacadas las fotos se colocan encima de vehículos especializados. El producto fue lanzado en 2009, y en 2010 se subieron fotos de Vancouver.

### Mapas 3D
La característica de mapas 3D permite al usuario ver edificios en 3D, con la capacidad agregada de girar y el ángulo además de panorámica y zoom de inclinación. Para intentar aumentar el fotorrealismo, todos los edificios 3D están hechos con texturas obtenidas mediante fotografía aérea.
Para ver los mapas 3D, los usuarios deberán instalar un plugin y después habilitar la opción «3D» en la «Tierra virtual». Además de explorar los mapas, mediante un ratón y teclado, es posible navegar por el entorno 3D utilizando un controlador de Xbox 360 u otro dispositivo de juego en Windows Vista o Windows XP. Desde abril de 2007, los usuarios también pueden utilizar dispositivo de entrada del 3Dconnexion SpaceNavigator.
Actualmente, aproximadamente 68 ciudades en todo el mundo pueden ser vistas en 3D, incluyendo la mayoría de las principales ciudades en los Estados Unidos y algunas ciudades en Canadá, Reino Unido y Francia. algunas otras ciudades han tenido un selecto hitos importantes pocos como modelo en 3D, tales como el Coliseo de Roma. Datos de terreno están disponibles para todo el mundo. También es posible utilizar un simple programa modelado 3D llamado Virtual Earth-3DVIA para agregar modelos propios al mapa de 3D.
A continuación aparece una lista parcial de las ciudades que tienen áreas más representadas en 3D:
Estados Unidos: Albany, Albuquerque, Appleton, Atlanta, Augusta, Aurora-Naperville, Atlanta, Austin, Baltimore, Baton Rouge, Birmingham, Boise, Boston, Buffalo, Cape Coral, Cedar Rapids, Chattanooga, Charlotte, Chicago, Cleveland, Cincinnati, Columbus, Coral Springs, Dallas-Fort Worth metroplex, Dayton, Decatur, Denver, Des Moines, Detroit, Duluth, Elmira, Flint, Fort Worth, Grand Rapids, Green Bay, Huntsville, Houston, Indianápolis, Jackson, Jacksonville, Joliet, Kalamazoo, Kansas City, Knoxville, Lansing, Las Vegas, Los Ángeles, Louisville, Lowell, Madison, Memphis, Miami, Milwaukee, Minneapolis-St. Paul, Mobile, Montgomery, Nashville, New Haven, Nueva Orleans, Nueva York, Norfolk, Oklahoma City, Omaha, Orlando, Peoria, Pittsburgh, Filadelfia, Phoenix, Portland, Providence, Redmond, Rochester, Rockford, Sacramento, Saginaw, Salt Lake City, San Antonio, San Diego, San Francisco, Savannah, Seattle, Shreveport, Sioux Falls, Springfield, South Bend, St. Louis, San Petersburgo, Syracuse, Tacoma, Tallahassee, Tampa, Toledo, Topeka, Trenton, Tucson, Tulsa, Washington DC, West Palm Beach, Wichita, Youngstown y varios suburbios de las ciudades.
Canadá: Calgary, Edmonton, Hamilton, Montreal, Ottawa, Quebec y Toronto.
Reino Unido: Brighton, Bristol, Cardiff, Eastbourne, Gloucester, Liverpool, Northampton, Plymouth, Southampton, Swindon y Wolverhampton.
Francia: Toulouse y Vannes.
Japón: Tokio.
Austria: Viena.

### ClearFlow
Microsoft anunció en marzo de 2008 que iba ser liberarado su más reciente tecnología de software llamado «ClearFlow». Es un servicio basado en la Web para la conducción direcciones disponibles sobre Live.com en 72 ciudades a través de U.S. la herramienta duró cinco años para equipo de inteligencia artificial de Microsoft. ClearFlow proporciona datos de tráfico en tiempo real para ayudar a los conductores evitar la congestión del tráfico. Diferentes de Yahoo! Maps, Google Maps  y Mapquest, ClearFlow no sólo ofrece información de rutas alternativas, sino también las condiciones en las calles de la ciudad de tráfico de suministros adyacentes a carreteras. Clearflow anticipa patrones de tráfico, mientras teniendo en cuenta los eventos deportivos/arena, hora del día y el tiempo las condiciones y, a continuación, refleja la espalda ups y su consiguiente derrame sobre en las calles de la ciudad. ClearFlow encuentra a menudo, puede ser más rápido permanecer en la carretera en lugar de buscar rutas calle lado alternativos, que afectan a semáforos y congestión así.
Según al empleado de Microsoft de Estados Unidos y experto de inteligencia artificial, Eric Horvitz, «…ClearFlow se integraría en Bing Mobile y otras aplicaciones móviles de Microsoft, incluyendo navegación en el coche y dispositivos de navegación personal.» Clearflow estará disponible sin costo alguno. El un sorteo Fondo de Clearflow es que no ofrece actualizaciones en tiempo real en relación con cierres de carretera y por carretera o accidentes

### Otras características
- Los detalles del terreno también están disponibles en el modo 3D
- Buscar, ver e imprimir instrucciones de conducción
- Visualización de tráfico (en varias ciudades importantes)
- El usuario puede guardar los puntos de interés y compartirlos
- Podemos dibujar en el mapa
- Cuenta con un buscador de ubicación que puede localizar la ubicación del usuario
- Cálculo de rutas integrado
- Imágenes al nivel de la calle (de todas las direcciones) en Seattle (centro) y San Francisco (centro). Los usuarios pueden ver estas fotos como si conducieran un coche deportivo, o ir a pie. Las fotografías a nivel de la calle actualmente sólo están disponibles como parte de un sitio de vista previa de tecnología independiente.
- Soporte de red de entrega contenido añadido de mosaicos de imágenes en junio de 2009

## Historia
Bing Maps se basó en tecnologías existentes de Microsoft, como Microsoft MapPoint y TerraServer. La versión original carecía de muchos de sus características que podemos distinguir ahora; incluyendo la Vista de Pájaro, mapas en 3d y la funcionalidad de deudas se limitaba a Bloc de un único «notas» de los puntos de interés. Su lanzamiento fue en diciembre de 2005, Windows Live Local en la cara pública de la plataforma de Virtual Earth. El 6 de noviembre de 2006, Microsoft añadido la capacidad de ver los mapas en 3D mediante un control de .NET administrado y gestionado a la interfaz Direct3D. Microsoft posteriormente oficialmente denomina este producto «Live Search maps», integrándolo como parte de su servicio de Live Search. El 3 de junio de 2009, Microsoft renombra oficialmente a Live Search Maps como Bing Maps y a la plataforma de Virtual Earth como Bing Maps for Enterprise.

### Borrado de instalaciones gubernamentales
A principios de 2008, tras las críticas al programa similar Google Earth, porque pueden utilizarse como una plataforma de reconocimiento por terroristas, Microsoft comenzó un programa de eliminación de bases militares y otras instalaciones similares en Bing Maps.
Un ejemplo de esa supresión puede ser visto en la base aérea de Aviano en el Norte Italia. Es visible en baja resolución y en un nivel bajo de zoom. No está claro qué ubicación realmente ilustran las fotografías. Otro ejemplo es la base naval en Tolón, Francia, que fue borrada. También, al intentar ver edificios gubernamentales en Washington, D.C. tales como la Casa Blanca, la imagen resulta extremadamente pixeleada dentro de los límites de la propiedad. El Área 51 sólo se puede ver en una baja resolución, si ampliamos sobre la zona no habrá imágenes.

### Actualizaciones
- v1 (Beagle) (Julio de 2005)
- v2 (Calypso) (Diciembre de 2005) - «Publicaron el aérea imágenes».
- v2.5 (Febrero de 2006)
- v3 (Discovery) (Mayo de 2006) - Tiempo real del tráfico, colecciones, nueva API.
- v4 (Endeavour) (Septiembre de 2006) - Búsqueda de personas, aprovechando los mapas, imágenes nuevas.
- v5 (Spaceland) (Noviembre de 2006) - Visualizador 3D, creación de modelos en 15 ciudades.
- Data update (Diciembre 2006) - Nuevos modelos 3D e imágenes de alta resolución de 6 nuevas áreas.
- Data update (enero de 2007) - Más de 100 ciudades europeas con cobertura imagen agregado.
- Data update (29 de marzo de 2007) - 3,8TB de imagen, ortofotos y modelos 3D de 5 ciudades británicas.
- v5.5 (Falcon) (3 de abril de 2007) VE 3D plugin para Firefox, soporte GeoRSS, cálculo de área.
- v6 (Gemini) (15 de octubre de 2007) - Nuevos datos, mapas de partido, tráfico en función de enrutamiento, MapControl v6, Bird Eye en 3D, etc.
- v6.1 (GoliatH) (10 de abril de 2008) - Mejor calidad de modelos en 3D, mejorado el soporte KML y nuevas capacidades de exportación, etiquetas de calles sobre Bird's Eye imagery, integración de MapCruncher, las capacidades de filmación en HD, sistema de informe de tráfico de Clearflow.
- v6.2 (Helios) (24 de septiembre de 2008) - Multi-Point instrucciones de conducción, hitos en las direcciones, clima, estrellas reales, nuevos datos.
- Data Update (29 de diciembre de 2008) - 48TB de datos de red por carretera.
- v6.2 (Ikonos) (14 de abril de 2009) - Mejoras de rendimiento.
- Bing (3 de junio de 2009)
- Bing Maps Silverlight Beta (2 Dic 2009) - Silverlight, Twitter, Streetside

## Actualizaciones de imágenes
Bing Maps actualiza con frecuencia sus imágenes aéreas, más o menos mensualmente. Cada versión de imágenes normalmente contiene más de 10TB de imágenes. Los últimos estrenos de imágenes pueden verse en la aplicación Bing World Tour con Silverlight, lanzada en junio de 2009.

## Compatibilidad
Microsoft afirma que Bing mapas puede utilizarse con Internet Explorer 5.5 y versiones posteriores, con Mozilla Firefox 1.5 en Windows y Mac OS X y con Safari. Firefox en Linux y Firefox 2.0 y 3.0 también parecen funcionar. Ópera se dice ser utilizable «con algunas limitaciones de funcionalidad».
Los usuarios de navegadores que no se consideran compatibles, así como los usuarios de versiones de navegadores compatibles que no son compatibles, serán dirigidos lejos de ver el mapa sin un mensaje de error.
Navegadores basados en WebKit han experimentado problemas para acceder a Bing Maps y sitios Web relacionados.
El Visor de mapas 3D Plug-in requiere Microsoft Windows XP Service Pack 2, Microsoft Windows Server 2003, o Windows Vista, con Internet Explorer 6/7 o Firefox 1.5/2.0/3.0

### Bing Maps
- Bing Maps
- Bing Maps para India
- Bing Maps para China

Existen múltiples sitio basado en salidas de la región para mapas de bing. Uno puede cambiar la región en mapas de Bing sitio en la esquina superior derecha para ir al sitio Mapa específicos de región.

### Oficial Blogs
- Bing Maps Blog
- Official Virtual Earth Blog
- Virtual Earth For Government Team Blog
- Virtual Earth 3D Team Blog

### Los desarrolladores de recursos
- Via Virtual Earth - Recursos para desarrolladores de Bing Maps
- MSDN MapPoint Center - Centro de desarrollo oficial para Virtual Earth y servicios de Web de MapPoint

### ASP.NET
- Simplovation Web.Maps.VE Archivado el 26 de julio de 2009 en Wayback Machine. - Las industrias de control de servidor de mapas de First ASP.NET AJAX Bing. Este control permite mapa de eventos de gestionar desde dentro del código .NET Server-Side sin las devoluciones; eliminar completamente el requisito de utilizar JavaScript. Una API de JavaScript completo también está disponible para permitir implementaciones totalmente personalizadas.

### Código abierto
- Virtual Earth Toolkit Archivado el 25 de julio de 2009 en Wayback Machine. - Un proyecto de código abierto que proporciona un conjunto de controles y herramientas extender para el Control (Virtual Earth) de mapas de Bing con funcionalidad que no se ejecutó en Bing Maps (Virtual Earth) JavaScript API y controles/herramientas que sea más fácil de implementar la asignación en diversos marcos como ASP.NET MVC y jQuery.
- BMaps.NET - Proyecto de terceros y de código abierto basado en una aplicación-navegador web para acceder a Bing Maps sin necesidad de emplear un navegador web.

### Otros
- Flash Earth - Compara vía satélite imágenes de Virtual Earth con otros sitios Web de asignación, como mapas de Google y Yahoo Maps
- Earthcities.flappie.nl - Localidades de vista de ojo de pájaro en MSN Virtual Earth en Bélgica y Holanda
- ninemsn Local Blog - Blog del equipo de producto en ninemsn en Australia, con un enfoque pesado en mapas de Bing

- Datos: Q863756